# 高敞郡

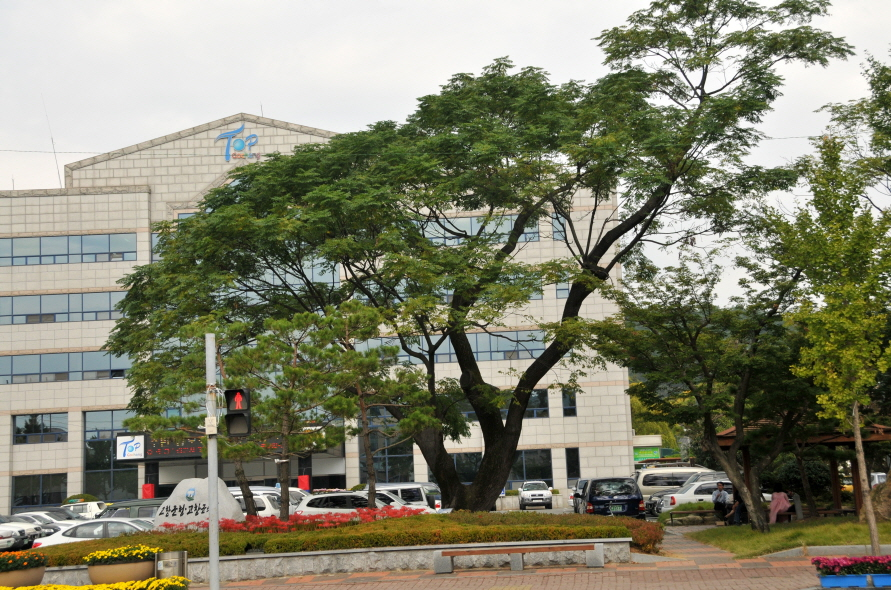
高敞郡庁

高敞郡（コチャンぐん、こうしょうぐん）は、大韓民国全北特別自治道の南西部にある郡である。郡の南部を全羅南道と接している。

## 地理
郡内の海岸および北側の扶安郡との間のコムソ湾に干潟が広がり、禅雲山道立公園一帯には森林が多く、山岳部にある雲谷湿地や渡り鳥の生息地として野生生物保護区に指定される東林貯水池などの淡水湿地が点在する。特に海岸部の高敞・扶安の干潟は渡り鳥の重要な中継地であり、コウノトリ、クロツラヘラサギ、ヘラサギ、コクチョウ、オオハクチョウ、ズグロカモメ、ヒシクイ、オオタカ、ミヤコドリ、ホウロクシギ、シロチドリ、ハマシギなどの鳥類とアサリ、オキシジミなどの貝類が生息している。郡域とその周辺の海域を含む67,152 haは2013年にユネスコの生物圏保護区に指定され、海岸の干潟のほか、キバノロ、チョウセンプランシーガエル、チョウゲンボウ、アカハラダカなどが生息する雲谷湿地はラムサール条約にも登録されている。

## 歴史
- 1914年4月1日 - 郡面併合により、高敞郡・茂長郡および興徳郡の大部分が合併し、高敞郡が発足。高敞郡に以下の面が成立。（17面）[6]
  - 高敞面・古水面・五山面・雅山面・茂長面・石谷面・孔音面・上下面・海里面・星松面・大山面・心元面・興徳面・星内面・新林面・碧沙面・富安面

| 朝鮮総督府令第111号 |                                                          |            |
| 旧行政区画          | 旧行政区画                                               | 新行政区画 |
| 高敞郡              | 川北面、川南面、山内面の一部、五東面の一部、古沙面の一部 | 高敞面     |
| 高敞郡              | 古沙面の一部、水谷面                                     | 古水面     |
| 高敞郡              | 五東面の一部、五西面                                     | 五山面     |
| 高敞郡              | 大雅面、山内面の一部                                     | 雅山面     |
| 茂長郡              | 一東面、二東面                                           | 茂長面     |
| 茂長郡              | 托谷面、白石面                                           | 石谷面     |
| 茂長郡              | 冬音峙面、瓦孔面                                         | 孔音面     |
| 茂長郡              | 上里面、下里面                                           | 上下面     |
| 茂長郡              | 五里洞面、青海面                                         | 海里面     |
| 茂長郡              | 星洞面、元松面                                           | 星松面     |
| 茂長郡              | 大梯面、大寺面、莊子山面                                 | 大山面     |
| 茂長郡              | 心元面                                                   | 心元面     |
| 興徳郡              | 県内面、北面                                             | 興徳面     |
| 興徳郡              | 一東面、二東面の一部                                     | 星内面     |
| 興徳郡              | 一南面、二南面                                           | 新林面     |
| 興徳郡              | 一西面、二西面                                           | 碧沙面     |
| 興徳郡              | 富安面                                                   | 富安面     |
- 1916年4月1日 （17面）
  - 全羅南道霊光郡大馬面の一部（金洞・福洞・支庄里の各一部）が大山面に編入。
  - 大山面の一部（小星里・川辺里・春山里の各一部）が全羅南道霊光郡大馬面に編入。
- 1935年3月1日（14面）
  - 五山面が高敞面・古水面に分割編入。
  - 石谷面が雅山面・茂長面に分割編入。
  - 碧沙面が興徳面・新林面・富安面に分割編入。
- 1955年7月1日 - 高敞面が高敞邑に昇格。[7]（1邑13面）
- 1973年7月1日 - 新林面の一部が興徳面に編入。（1邑13面）
- 1987年1月1日 （1邑13面）
  - 星内面の一部が井邑郡所声面に編入。
  - 古水面の一部が高敞邑に編入。
  - 上下面の一部が海里面に編入。
  - 新林面の一部が興徳面に編入。

## 行政

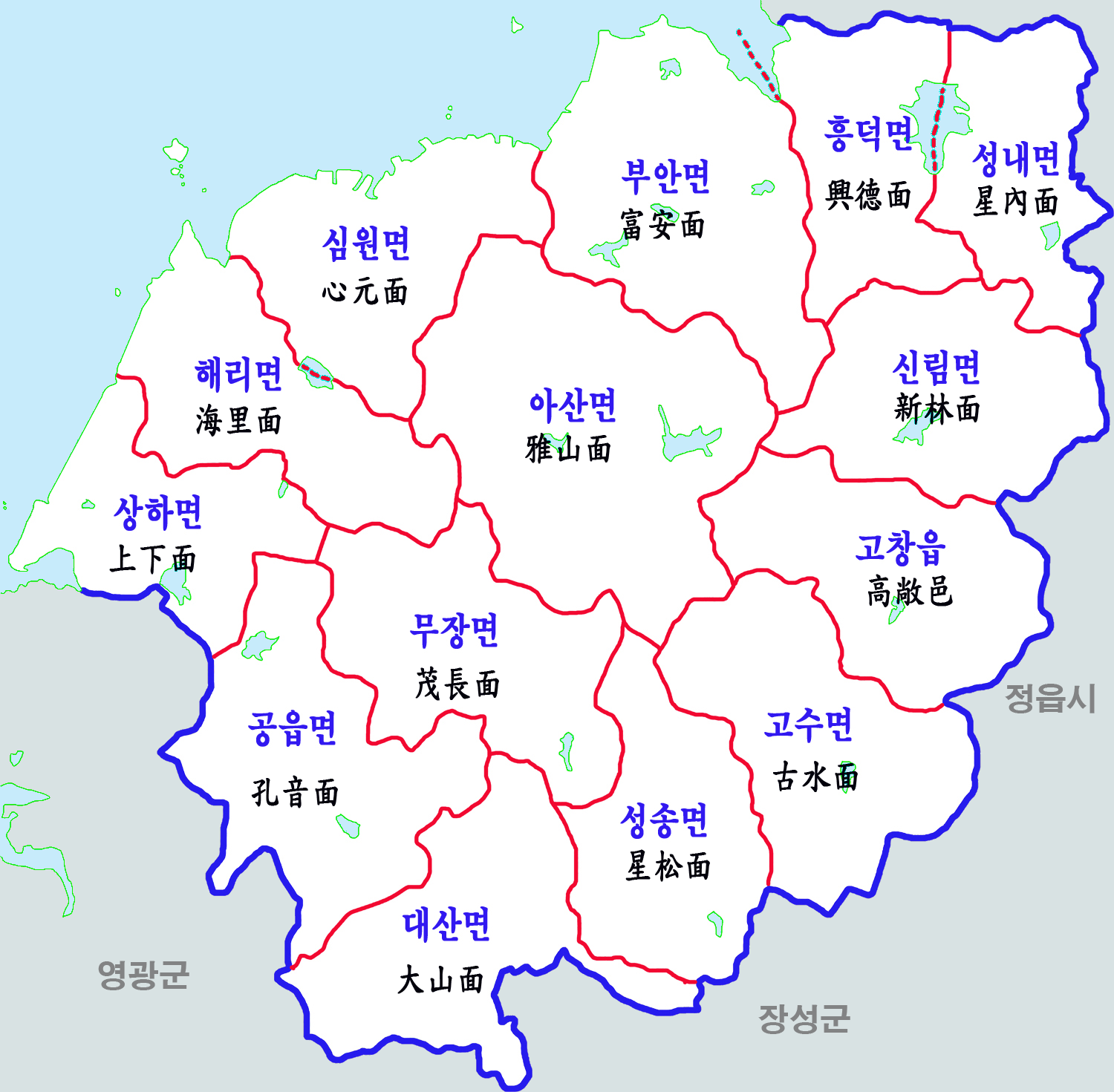
行政区域図

### 行政区域
| 邑・面 | 法定里 |
| ------ | --- |
| 高敞邑 | 校村里、内洞里、芦洞里、徳山里、徳井里、道山里、石橋里、石汀里、星斗里、新月里、月谷里、月山里、月岩里、栗渓里、邑内里、蛛谷里、竹林里、化山里 |
| 古水面 | 南山里、蜂山里、斗坪里、芙谷里、上平里、礼智里、瓦村里、牛坪里、隠士里、仁城里、長斗里、草乃里、平支里、黄山里                                 |
| 雅山面 | 鶏山里、九岩里、南山里、大東里、木洞里、盤岩里、鳳徳里、三仁里、上甲里、星山里、龍渓里、雲谷里、舟津里、中月里、下甲里、鶴田里                 |
| 茂長面 | 江南里、古羅里、校興里、徳林里、道谷里、万化里、牧牛里、茂長里、白羊里、城内里、松渓里、松峴里、新村里、玉山里、院村里、月林里                 |
| 孔音面 | 建洞里、九岩里、群儒里、徳岩里、斗岩里、石橋里、扇洞里、新垈里、礼田里、龍水里、壮谷里、七岩里                                                 |
| 上下面 | 剣山里、石南里、松谷里、龍垈里、龍井里、紫龍里、壮山里、長湖里、下長里                                                                         |
| 海里面 | 光升里、金坪里、冬湖里、古星里、羅星里、巳盤里、防築里、松山里、安山里、旺村里、平支里、下蓮里                                                 |
| 星松面 | 渓堂里、槐峙里、洛陽里、茂松里、沙乃里、山水里、岩峙里、板井里、下古里、鶴天里、香山里                                                         |
| 大山面 | 海龍里、回龍里、大壮里、支石里、栗村里、城南里、山亭里、徳川里、梅山里、渇馬里、光大里、上金里、蓮洞里、中山里、春山里                         |
| 心元面 | 弓山里、道川里、斗於里、万突里、蓮花里、龍基里、月山里、珠山里、高田里、下田里                                                                 |
| 興徳面 | 校雲里、東沙里、沙川里、沙浦里、石橋里、石隅里、松岩里、新徳里、新松里、五湖里、龍盤里、堤下里、峙龍里、下南里、後浦里、興徳里                 |
| 星内面 | 山林里、新大里、新星里、陽桂里、玉堤里、龍橋里、月山里、月城里、槽東里、大興里、徳山里、東山里、富徳里                                         |
| 新林面 | 加平里、徳化里、道林里、茂林里、盤龍里、法止里、碧松里、扶松里、細谷里、松龍里、新坪里、外化里、子抱里                                         |
| 富安面 | 剣山里、鳳岩里、社倉里、上嶝里、象岩里、仙雲里、松峴里、水南里、水東里、水央里、鰲山里、龍山里、雲陽里、中興里                                 |

### 警察
- 高敞警察署

### 消防
- 高敞消防署

## 交通

### 高速道路
- 西海岸高速道路
  - 高敞ジャンクション - 高敞インターチェンジ -高敞コインドルサービスエリア - 禅雲寺インターチェンジ

## 名所
- 禅雲寺道立公園
- 禅雲寺
- 支石墓群
- 高敞邑城

## 外部サイト
- 高敞郡公式サイト（日本語）